# Подчуднич
Подчуднич је насељено место у саставу општине Чавле у Приморско-горанској жупанији, Република Хрватска.

## Историја
До територијалне реорганизације у Хрватској налазио се у саставу старе општине Ријека.

## Становништво
На попису становништва 2011. године, Подчуднич је имао 470 становника.

## Попис1991.
На попису становништва 1991. године, насељено место Подчуднич је имало 446 становника, следећег националног састава:
| Попис 1991.‍  | Попис 1991.‍  | Попис 1991.‍ | Попис 1991.‍ | Попис 1991.‍ |
| ------------ | ------------ | ----------- | ----------- | ----------- |
|              |              |             |             |             |
| Хрвати       | Хрвати       |             | 410         | 91,92%      |
| Југословени  | Југословени  |             | 16          | 3,58%       |
| Срби         | Срби         |             | 9           | 2,01%       |
| Муслимани    | Муслимани    |             | 5           | 1,12%       |
| неопредељени | неопредељени |             | 5           | 1,12%       |
| непознато    | непознато    |             | 1           | 0,22%       |
| укупно: 446  |              |             |             |             |